# Rodrigo Toloza
Rodrigo Alejandro Toloza Vilches (Santiago, Chile, 3 de mayo de 1984) es un exfutbolista chileno. Se desempeñaba como mediocampista ofensivo.

## Trayectoria
Se inició como jugador en Palestino, donde debutó en Primera División, llegando a jugar más de 100 partidos y anotando 27 goles.
En 2007 llega a Universidad Católica haciéndose rápidamente con un puesto como titular. En su primera temporada jugó 19 partidos y marcó 7 goles, siendo el segundo goleador del equipo.
En el Clausura 2009 se transforma en goleador del equipo con doce goles a solo uno de Diego Rivarola que terminaría como goleador del torneo, alcanzando la final del Torneo de Clausura.
En 2010 y principios de 2011, sigue perteneciendo a Universidad Católica pero recuperándose de una lesión provocada a principios de 2010 que lo mantiene más de un año fuera de las canchas.
En el año 2012, luego de pasar mucho tiempo lesionado y fuera de las canchas, es enviado a préstamo a Santiago Wanderers. En el equipo porteño logra destacar en los primeros partidos formando uno de los mejores mediocampos del torneo junto a Sebastián Rusculleda y Nicolás Martínez pero las lesiones harían que perdiera su lugar, pese a esto fue renovado su contrato por un año más donde nuevamente una lesión lo dejaría fuera de competición gran parte del 2013 con lo cual finalizaría su paso por el equipo porteño.
En el año 2014, luego de finalizar su contrato con el club Decano; recaló en San Luis de Quillota club de la Primera B de Chile,  y actualmente está retirado.

## Selección nacional
Ha jugado por la Selección de fútbol de Chile en la categoría Sub-17, Sub-23, y Adulta, en la cual debutó el año 2005 con 21 años en un partido frente a Perú.

### Partidos internacionales
| 1     | 17 de agosto de 2005 | Estadio Jorge Basadre, Tacna, Perú | Perú  | 3-1 | Chile |  |  | Nelson Acosta | Amistoso |
| Total | Presencias           | 1                                  | Goles | 0   |       |  |  |               |          |

| Selección chilena | Selección chilena | Selección chilena |
| Año               | Partidos          | Goles             |
| ----------------- | ----------------- | ----------------- |
| 2005              | 1                 | 0                 |
| Total             | 1                 | 0                 |

## Clubes
| Club                                                                                               | Temporada           | Liga local | Liga local | Copas nacionales(1) | Copas nacionales(1) | Competiciones internacionales(2) | Competiciones internacionales(2) | Total | Total |
| Club                                                                                               | Temporada           | Part.      | Goles      | Part.               | Goles               | Part.                            | Goles                            | Part. | Goles |
| -------------------------------------------------------------------------------------------------- | ------------------- | ---------- | ---------- | ------------------- | ------------------- | -------------------------------- | -------------------------------- | ----- | ----- |
| Palestino · Chile                                                                                  | 2002                | 14         | 1          | —                   | —                   | —                                | —                                | 14    | 1     |
| Palestino · Chile                                                                                  | 2003                | 15         | 4          | —                   | —                   | —                                | —                                | 15    | 4     |
| Palestino · Chile                                                                                  | 2004                | 13         | 1          | —                   | —                   | —                                | —                                | 13    | 1     |
| Palestino · Chile                                                                                  | 2005                | 29         | 8          | —                   | —                   | —                                | —                                | 29    | 8     |
| Palestino · Chile                                                                                  | 2006                | 30         | 8          | —                   | —                   | —                                | —                                | 30    | 8     |
| Palestino · Chile                                                                                  | 2007                | 20         | 5          | —                   | —                   | —                                | —                                | 20    | 5     |
| Palestino · Chile                                                                                  | Total               | 121        | 27         | 0                   | 0                   | 0                                | 0                                | 121   | 27    |
| Universidad Católica · Chile                                                                       | 2007                | 19         | 7          | —                   | —                   | —                                | —                                | 19    | 7     |
| Universidad Católica · Chile                                                                       | 2008                | 35         | 9          | 1                   | 0                   | 7                                | 0                                | 43    | 9     |
| Universidad Católica · Chile                                                                       | 2009                | 35         | 18         | —                   | —                   | —                                | —                                | 35    | 18    |
| Universidad Católica · Chile                                                                       | 2010                | 8          | 1          | —                   | —                   | 6                                | 1                                | 14    | 2     |
| Universidad Católica · Chile                                                                       | 2011                | 2          | 0          | —                   | —                   | 2                                | 0                                | 4     | 0     |
| Universidad Católica · Chile                                                                       | Total               | 99         | 35         | 1                   | 0                   | 15                               | 1                                | 115   | 36    |
| Santiago Wanderers · Chile                                                                         | 2012                | 24         | 6          | 1                   | 0                   | —                                | —                                | 25    | 6     |
| Santiago Wanderers · Chile                                                                         | 2013                | 8          | 1          | —                   | —                   | —                                | —                                | 8     | 1     |
| Santiago Wanderers · Chile                                                                         | 2013-14             | 3          | 0          | —                   | —                   | —                                | —                                | 3     | 0     |
| Santiago Wanderers · Chile                                                                         | Total               | 35         | 7          | 1                   | 0                   | 0                                | 0                                | 36    | 7     |
| San Luis · Chile                                                                                   | 2013-14             | 10         | 0          | —                   | —                   | —                                | —                                | 10    | 0     |
| San Luis · Chile                                                                                   | Total               | 10         | 0          | 0                   | 0                   | 0                                | 0                                | 10    | 0     |
| Total de su carrera                                                                                | Total de su carrera | 265        | 69         | 2                   | 0                   | 15                               | 1                                | 282   | 70    |
| (1) Incluye datos de la Copa Chile. (2) Incluye datos de la Copa Libertadores y Copa Sudamericana. |                     |            |            |                     |                     |                                  |                                  |       |       |

## Palmarés

### Campeonatos nacionales
| Título           | Equipo               | País  | Año  |
| ---------------- | -------------------- | ----- | ---- |
| Primera División | Universidad Católica | Chile | 2010 |
| Copa Chile       | Universidad Católica | Chile | 2011 |